# Пайнблафф (Північна Кароліна)
Пайнблафф (англ. Pinebluff) — місто (англ. town) в США, в окрузі Мур штату Північна Кароліна. Населення — 1473 особи (2020).

## Географія
Пайнблафф розташований за координатами 35°6′32″ пн. ш. 79°28′18″ зх. д. / 35.10889° пн. ш. 79.47167° зх. д. (35.108943, -79.471547).  За даними Бюро перепису населення США в 2010 році місто мало площу 6,95 км², з яких 6,87 км² — суходіл та 0,09 км² — водойми.

## Демографія
Згідно з переписом 2010 року, у місті мешкало 1337 осіб у 531 домогосподарстві у складі 369 родин. Густота населення становила 192 особи/км².  Було 579 помешкань (83/км²).
Расовий склад населення:
| - 81,2 % — білих - 11,8 % — чорних або афроамериканців - 1,6 % — корінних американців - 0,5 % — азіатів - 2,2 % — осіб інших рас |

До двох чи більше рас належало 2,6 %. Частка іспаномовних становила 5,9 % від усіх жителів.
За віковим діапазоном населення розподілялося таким чином: 26,3 % — особи молодші 18 років, 60,6 % — особи у віці 18—64 років, 13,1 % — особи у віці 65 років та старші. Медіана віку мешканця становила 39,3 року. На 100 осіб жіночої статі у місті припадало 93,5 чоловіків;  на 100 жінок у віці від 18 років та старших — 93,1 чоловіків також старших 18 років.
Середній дохід на одне домашнє господарство  становив 58 634 долари США (медіана — 45 875), а середній дохід на одну сім'ю — 67 457 доларів (медіана — 51 094). За межею бідності перебувало 11,6 % осіб, у тому числі 22,0 % дітей у віці до 18 років та 4,7 % осіб у віці 65 років та старших.
Цивільне працевлаштоване населення становило 675 осіб. Основні галузі зайнятості: роздрібна торгівля — 25,0 %, освіта, охорона здоров'я та соціальна допомога — 24,7 %, мистецтво, розваги та відпочинок — 8,9 %, науковці, спеціалісти, менеджери — 8,1 %.